# Joep Franssens

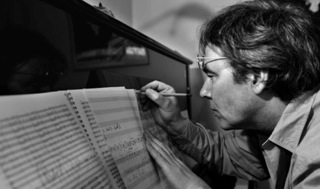
Joep Franssens (1955)

Joep Franssens (* 13. Januar 1955 in Groningen, Niederlande) ist ein niederländischer Komponist.

## Leben
Franssens studierte Komposition bei Louis Andriessen am Königlichen Konservatorium in Den Haag. 1982 setzte er sein Studium am Rotterdams Conservatorium bei Klaas de Vries fort.
Seine Musik repräsentiert eine Neue Spiritualität mit universeller Ausprägung in den Niederlanden. Unter den Quellen seiner Inspiration finden sich der Dichter Fernando Pessoa und der Philosoph Baruch de Spinoza.
Seine Kompositionen werden weltweit aufgeführt. Er hat mit dem schwedischen Radiochor, den BBC Singers, dem lettischen Nationalchor, dem finnischen Radio-Kammerchor und dem niederländischen Kammerchor gearbeitet. Der erste Satz des Zyklus Sphärenharmonie wurde an den Weltmusiktagen 2003 in Maribor in Slowenien von den BBC Singers aufgeführt und von Stephen Betteridge dirigiert. Im Herbst 2012 wurde diese Arbeit zum hundertsten Mal von Sinfonia Rotterdam mit Conrad van Alphen aufgeführt, der vollständige Zyklus im Herbst 2014 vom kroatischen Rundfunkchor des HRT mit seinem Dirigenten Tonči Bilić.

## Werke
- Between the Beats (1979) for two pianos
- August Moon (1979) for piano
- Turn (1980) for 2 oboes and cello
- Solo for Flute (1980)
- Ellipsis (1983) for harpsichord
- Echo's (1983) for 4 flutes, 3 oboes, 3 trumpets, vibraphone, marimba and strings(7.7.7.4.2)
- Consort Music (1984) for 2 flutes, oboe (English horn), bass clarinet, French horn, bassoon, violin, viola, cello, double bass and piano
- Phasing (1985) for women's choir and orchestra: text (Portuguese) by Fernando Pessoa
- Low Budget Music (1986) for flute, oboe (English horn), clarinet (bass clarinet), French horn, bassoon, piano, violin, viola, cello and double bass
- Old Songs, New Songs (1988) for 2 pianos
- Dwaallicht (1989) for 2 sopranos and ensemble: text (Latin) by Spinoza
- Floating (1989) for 2 vibraphones and 3 marimbas
- Taking the Waters (1990) for solo soprano and orchestra
- The straight Line (1991) for saxophone quartet
- Primary Colours (1992) for saxophone orchestra
- The Gift of Song (1994) for 2 pianos
- New Departure (1995) for cello and piano
- After the Queen’s Speech (1995) for brass ensemble
- Sanctus (1996) for orchestra
- Winter Child (1996) for piano
- Sarum Chant (1997) for vocal quartet and gamelan
- Roaring Rotterdam (1997) for orchestra
- Entrata (1997) for cello and 2 pianos
- Magnificat (1999) for soprano, choir and orchestra: text (Portuguese) by Fernando Pessoa
- Harmony of the Spheres (1994-2001); cycle in five movements for mixed chorus and string orchestra
- Intimation of Spring (2001-2004) for piano
- Tales of Wonder (2003); seven pieces for piano (2-4 hands)
- Bridge of Dawn, movement 1 (2004-2006) for orchestra
- Harmony of the Spheres, movement 5 (2005); version for flute orchestra
- Song of Release (2005) for piano
- Blue Encounter (2006) for viola
- Grace (2008) for orchestra
- Bridge of Dawn, movement 2 (2005-2011) for soprano, mixed choir and orchestra
- Harmony of the Spheres, first movement (2012) version for string orchestra
- Harmony of the Spheres, fifth movement (2013) version for string orchestra
- Symmetry (2014), a dance-opera film
- Piano Concerto (2015)
- Piano Concerto (2016) version for chamber orchestra
- Taking the Waters (2016) version for 4 pianos